# حثل أولريش العضلي الخلقي
حثل أولريش العضلي الخلقي هو نوع من أنواع الحثل العضلي الخلقي. وله نمطان أول وثاني.
يرتبط النمط الأول بمتغيرات الكولاجين من النوع السادس، ويرتبط النمط الثاني بمتغيرات الكولاجين من النوع الثاني عشر.
يترافق حثل أولريش عادةً بحدوث التقفع العضلي ورخاوة المفاصل وضعف العضلات ومشكلات الجهاز التنفسي، ولا يترافق بمشكلات قلبية. سُمي المرض نسبةً إلى أوتو أولريش، وهو العالم الذي تنسب إليه بالمشاركة متلازمة أولريش تيرنر.

## العلامات والأعراض
تظهر الأعراض التالية في حثل أولريش العضلي الخلقي:
- ضعف العضلات
- صعوبة في المشي (يفقد المريض القدرة على المشي في سن 5-15 سنة عادةً)
- تقلصات عضلية (في العضلات القريبة غالبًا، مثل عضلات الرقبة)
- رخاوة المفاصل (في المفاصل البعيدة غالبًا)
- ارتشاح شحمي في العضلات

## الوراثة
بالنسبة لوراثة النمط الأول من حثل أولريش، توجد طفرات في الجينات COL6A1 و COL6A2 و COL6A3. هذا النوع الفرعي من الحثل العضلي يتبع الوراثة الجسدية المتنحية والسائدة.
يؤدي COL6A1 دورًا مهمًا في الحفاظ على سلامة الأنسجة المختلفة في جسم الإنسان. الوحدة الفرعية ألفا 1 من الكولاجين السادس هي البروتين المشفَر بواسطة هذا الجين.
ترتبط وراثة النمط الثاني بوجود طفرات في الجين COL12A1، وهو جين جسدي متنحٍ.

## التشخيص
من العلامات الجلدية التي تُشاهد عند الفحص فرط التقرن الجريبي، ويمكن أن يرتفع كيناز الكرياتين في الدم ارتفاعًا معتدلًا. الفحوصات الأخرى لتأكيد الإصابة بحثل أولريش العضلي الخلقي هي:
- الرنين المغناطيسي
- خزعة العضلات
- الاختبارات الجينية

### التشخيص التفريقي
يشمل التشخيص التفريقي لحثل أولريش العضلي الخلقي:
- تصلب العضلات الجسدي المتنحي
- الاعتلال العضلي من نمط بيثليم
- متلازمة إهلرز دانلوس
- الحثل العضلي من نمط إيمري دريفوس
- حثل عضلات حزام الأطراف
- اعتلال العضلات متعدد النوى المرتبط بالبروتين RYR1

يمكن افتراض وجود أنماط ظاهرية يتداخل فيها حثل أولريش وحثل بيثليم. يجب النظر في حثل بيثليم عند وضع التشخيص التفريقي لحثل أولريش حتى لدى المرضى الذين لا يعانون من تقفع الأصابع.

## العلاج
يتكون علاج حثل أولريش العضلي الخلقي من العلاج الفيزيائي وتمارين التمدد المنتظمة لمنع التقفع وتقليله. قد يلزم دعم الجهاز التنفسي في مرحلة ما من سير المرض.
لا تحدث عادة المضاعفات القلبية في هذا النوع من الحثل العضلي الخلقي، لكن فغر الرغانى قد يلزم عند حدوث المضاعفات التنفسية.

## مآل المرض
يشير تشخيص هذا النوع الفرعي من الحثل العضلي إلى أن الفرد المصاب قد يواجه صعوبات في التغذية في المراحل النهائية. يمكن أن تجرى الجراحة في مرحلة ما لتصحيح الجنف.
يُحدد الجنف، وهو انحناء جانبي للعمود الفقري، من خلال مجموعة من العوامل، منها درجة الجنف (خفيفة أو شديدة)، ويمكن استخدام دعامة تقويمية لمساعدة الفرد.

## الأبحاث
يشير أحد المصادر التي درست حثل أولريش العضلي الخلقي إلى أن سيكلوسبورين إيه قد يساعد الأفراد المصابين بهذا النوع من الحثل العضلي الخلقي.